# آی‌محمد یوسفی
آی محمد یوسفی (زاده ۱۳۱۰ درگز - درگذشته ۱۴ شهریور ۱۳۹۸) خواننده ترکمن و نوازندهٔ دوتار بود.
او شاگرد اولیاقلی یگانه بوده و از «قدیمی‌ترین نوازنده و اصیل‌ترین نوازندهٔ بخشی» در سبک شهرستان درگز بود. او از معدود نوازندگانی بود که با تار ابریشم می‌نواخت که صدایی بم‌تر از دوتار سیمی دارد و رنگ و صوت آن متفاوت است. آی محمد یوسفی بیش از شصت سال به شیوهٔ بخشی‌های شمال خراسان می‌خواند و دوتار می‌نواخت و در زمینهٔ داستانسرایی و نقل افسانه‌ها و آیین‌های قومی و منطقه‌ای فعالیت داشت.فرزندان او فردین، مجتبی، عارف و نیز سعید طهرانی زاده و امیرپاشا آذری از شاگردان او هستند.